# خلية غضروفية
الخلية الغضروفية (بالإنجليزية: Chondrocyte)‏ وهي الخلية الوحيدة الموجودة في الغضروف السليم. تنتج وتحافظ على المصفوفة الغضروفية التي تتكون أساسا من الكولاجين والبروتين سكري. على الرغم من استخدام كلمة أرومة غضروفية يكون شائع كوصف للخلية الغضروفية غير الناضجة، وهذا المصطلح غير دقيق لأن خلايا السلف الغضروفية (الخلايا الجذعية الوسيطة) يمكن أن تتفرق إلى أنواع متعددة من الخلايا بما في ذلك خلايا بانيات العظم.

## الاسم اللاتيني
كلمة كوندروكايتوس (χόνδρος) يونانية الأصل وتعني (كوندرو: غضروف، كايتوس: خلية).

## التمايز
السلالة الغضروفية من الأقل تمايزا إلى الأكثر تمايزا:
1. وحدة الخلية الليفية اليافعة المكونة للمستعمرة
2. الخلايا الجذعية الوسيطة (خلايا النخاع اللحمي)
3. الخلية الغضروفية
4. خلية غضروفية ضخمة

الوسيطة (الناشئة من الأديم المتوسط) للخلايا الجذعية تكون غير متمايزة، أي لها القدرة على التمايز إلى مجموعة متنوعة من الخلايا المولدة المعروفة باسم الخلايا العظمية الغضروفية (عظماني، غضروفي، خلايا سليفة العظمية، إلى آخره). عند الإشارة إلى العظام، أو الغضروف في هذه الحالة، فإن الخلايا الجذعية الوسيطة غير المتمايزة تفقد قدرتها على التعددية، وتتكاثر وتتجمع معًا في كتلة كثيفة من الخلايا المولدة للغضروف (الغضروف) في الموقع المتغضرف. تتمايز هذه الخلايا الغضروفية إلى ما يسمى الأرومات الغضروفية، والتي تقوم بعد ذلك بتركيب مصفوفة الغضروف خارج الخلية (ECM)، والتي تتكون من مادة أرضية (بروتيوغليكان، غليكوز أمينوغليكان ذات أسموزية منخفضة) وألياف. الأرومة الغضروفية تصبح خلية غضروفية ناضجة عادة ما تكون غير نشطة، لكن ما تزال تفرز وتدرك المصفوفة اعتمادًا على الظروف.
BMP4,FGF2 أظهرت تجريبيا زيادة الخلية الغضروفية للتمايز.
الخلية الغضروفية تظهر تمايزا نهائيا عندما تصبح متضخمة، وهذا ما يحدث خلال التعظم داخل الغضروف. هذه المرحلة النهائية تتصف بالتغيرات المظهرية الرئيسية في الخلية.

## المعرض

الخلايا الغضروفية في الغضروف الزجاجي
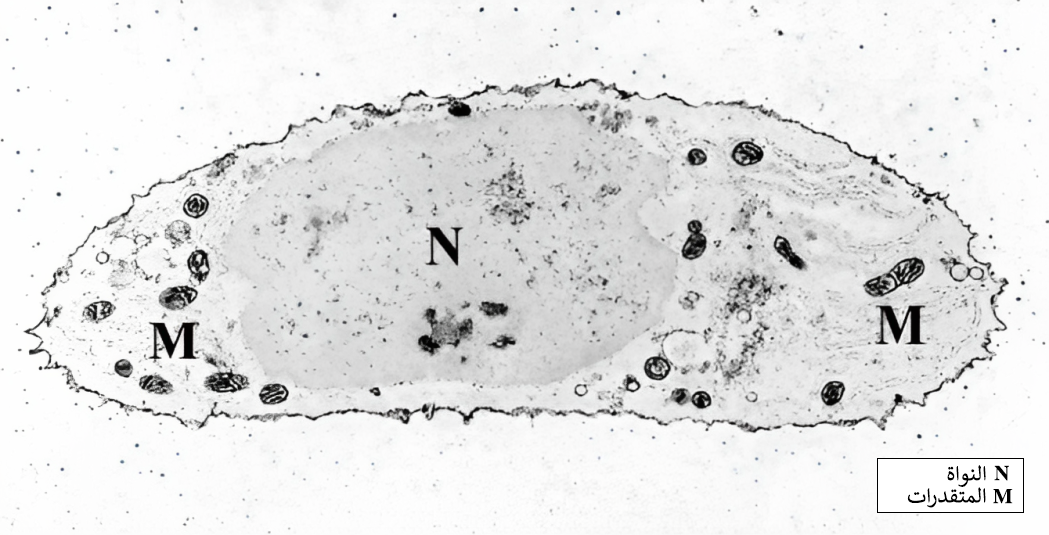
صورة بمجهر إلكتروني نافذ لخلايا غضروفية، مصبوغة بالكالسيوم، توضح نواتها (N) والميتوكوندريا (M).

## وصلات خارجية
- صور نسيجية: 03317loa — نظام تعلم علم الأنسجة في جامعة بوسطن
- معلومات عن الخلايا الجذعية